# Черногоров, Александр Леонидович
Алекса́ндр Леонидович Черного́ров (род. 13 июля 1959, Воздвиженское, Апанасенковский район, Ставропольский край, РСФСР, СССР) — российский государственный и политический деятель. Почётный член Российского Союза Молодёжи (1998).
Первый губернатор Ставропольского края (28 ноября 1996 — 16 мая 2008). Заместитель министра сельского хозяйства РФ (2009—2013). Депутат Государственной Думы Федерального собрания Российской Федерации II созыва (1995—1996).
Первый проректор Российского государственного аграрного заочного университета.

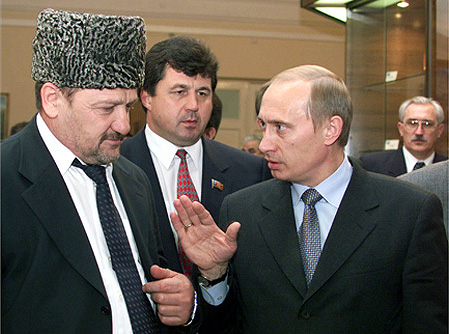
Слева направо: Ахмат Кадыров, Александр Черногоров, Владимир Путин

## Биография
А. Л. Черногоров родился 13 июля 1959 года в селе Воздвиженское Ставропольского края.
01.07.1971 — 31.07.1971 гг., 01.07.1972 — 31.07.1972 гг., 01.06.1973 — 31.07.1973 гг., 01.06.1974 — 31.07.1974 гг., 11.06.1975 — 25.08.1975 г. — штурвальный совхоза «Красный Маныч» Туркменского района Ставропольского края (в период обучения в средней общеобразовательной школе);
1976 г. — окончил Новопавловскую среднюю школу № 1 Кировского района Ставропольского края.
1976—1981 гг. — учёба в Кубанском ордена Трудового Красного Знамени сельскохозяйственном институте, г. Краснодар, а в период учёбы:
01.07.1977 — 31.08.1977 г., 01.07.1978 — 31.07.1978 г. — рабочий опытно-семеноводческого хозяйства «Березанское» Кореновского района Краснодарского края;
с 03.09.1979 — 04.10.1979 г. — рабочий колхоза «За мир» Северского района Краснодарского края;
1981 г. — окончил с отличием факультет механизации Кубанского сельскохозяйственного института (КСХИ) по специальности «инженер-механик», г. Краснодар.
1981—1982 гг. — инженер-технолог завода «Сатурн» в Краснодаре.
1982 г. — заведующий отделом пропаганды и культурно-массовой работы, второй секретарь Кировского райкома ВЛКСМ, г. Новопавловск, Кировского района Ставропольского края;
1982—1983 гг. — инструктор, заместитель заведующего отделом рабочей и сельского молодежи Ставропольского крайкома ВЛКСМ, г. Ставрополь;
1983—1985 гг. — первый секретарь Изобильненского райкома ВЛКСМ, г. Изобильный Ставропольского края;
1985—1990 гг. — секретарь, второй, первый секретарь Ставропольского крайкома ВЛКСМ, г. Ставрополь;
1990—1994 гг. — председатель постоянной комиссии по делам молодежи краевого Совета народных депутатов, г. Ставрополь;
1993 г. — окончил с отличием Российскую академию управления по специальности «юрист-советник (эксперт) по государственному и муниципальному управлению», г. Москва.
1994—1995 гг. — старший преподавать кафедры государственно-правовых дисциплин Ставропольского Государственного Университета, г. Ставрополь;
1995—1996 гг. — депутат Государственной Думы Федерального Собрания Российской Федерации от КПРФ, избран от одномандатного округа, член Комитета по законодательству и судебно-правовой реформе; сложил полномочия. На дополнительных выборах мандат перешел Василию Хмырову.
1996—2008 гг. — Губернатор Ставропольского края;
С 24 мая по 19 декабря 2003 — член президиума Государственного совета Российской Федерации.
2009—2013 гг. — заместитель Министра сельского хозяйства Российской Федерации;
2013—2017 гг. — вице-президент по работе с регионами ООО «Новое Содружество» (комбайновые и тракторные заводы России), г. Москва;
2017—2018 гг. — первый проректор ФГБОУ ВО «РГАЗУ»;
2019—2020 — советник Аппарата Президента Холдинговой компании ГУТА ГРУПП.

## Достижения
1983—1985 гг. — член Изобильненского РК КПСС, г. Изобильный Ставропольского края.
1985 г. — член краевого комитета народного контроля, г. Ставрополь.
1985—1987 гг.- член президиума Ставропольского краевого совета профессиональных союзов, г. Ставрополь.
1987—1990 гг. — член ЦК ВЛКСМ и Ставропольского крайкома КПСС. Русским биографическим институтом и Российским журналом «Кто есть кто» в декабре 1998 года за укрепление безопасности и миротворческую деятельность назван человеком года, а также избран действительным членом Российской академии проблем безопасности, обороны и правопорядка (г. Москва) и действительным членом международной академии информационных технологий (МАИТ г. Минск).
В 2002 году имя Губернатора Ставропольского края, как политика новой формации, занесено во влиятельный британский сборник «Кто есть кто» Кембридж.
В 2003 году решением Городской Думы краевого центра присвоено звание Почетного гражданина города Ставрополя.
1996—2001 гг. — член Совета Федерации Российской Федерации.
2001—2008 гг. — член Государственного Совета РФ. Кандидат юридических наук (1998 г.), доктор экономических наук (2004 г.), профессор (2004 г.), воинское звание — полковник запаса. Дважды чемпион Краснодарского края, призёр первенства России по военно-прикладному многоборью.
С 24 февраля 2009 г. — Назначен заместителем министра сельского хозяйства Российской Федерации. 2 августа 2013 г. был освобожден от должности.
В 2017 г. назначен первым проректором Российского государственного аграрного заочного университета (РГАЗУ).

На октябрь 2019 г. — советник аппарата президента ООО Холдинговой компании «ГУТА».

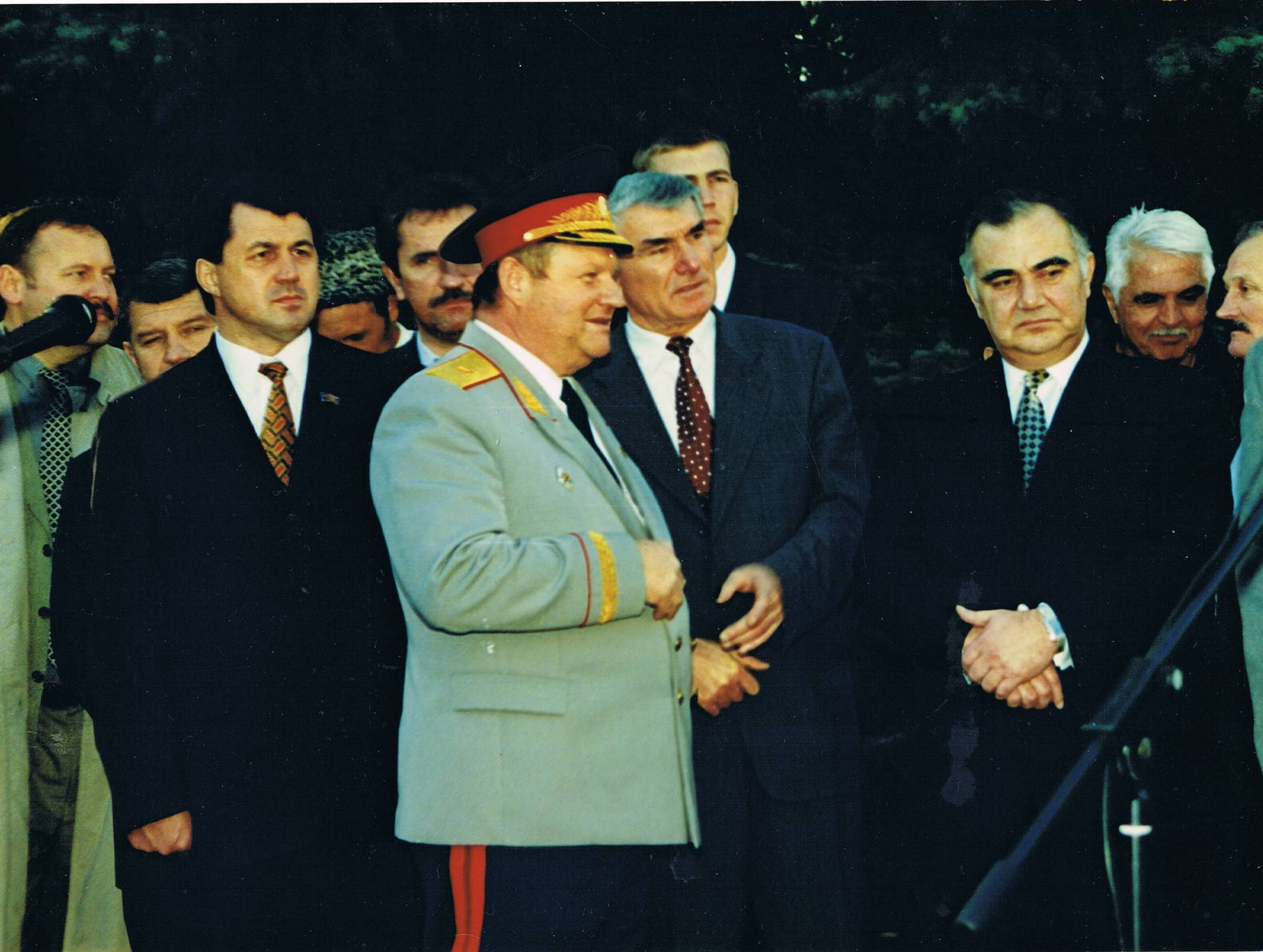
Черногоров А. Л., Дорофеев А. А., Джаримов А. А., Коков В. М. на 10-летии Республики Адыгея (Майкоп, 2001)

## Награды
- Орден Дружбы (24 апреля 2000) — за большой вклад в социально-экономическое развитие края и укрепление дружбы и сотрудничества между народами[4]
- Медаль «За отличие в охране государственной границы» (31 мая 1998) — за активную помощь пограничным войскам в охране государственной границы[5]
- Медаль «За взаимодействие с ФСБ России» (ФСБ, июнь 2003)[6]
- Почётная грамота Правительства Российской Федерации (13 мая 2004) — за высокие показатели в подготовке граждан Российской Федерации к военной службе, организации и проведении призыва на военную службу в 2003 году[7]
- Медаль «За заслуги в борьбе с организованной преступностью и терроризмом»
- Знак отличия «За службу на Кавказе» (1997г)
- Медаль «За заслуги в проведении Всероссийской переписи населения»
- Две золотые и серебряная медали «За вклад в развитие агропромышленного комплекса России»
- Медаль Анатолия Кони;
- Медаль «Почетный работник сферы молодёжной политики»
- Почетная грамота Министра обороны РФ
- Золотая медаль «За миротворческую и благотворительную деятельность»
- Орден Святого Благоверного князя Даниила Московского (2003 г.)
- Орден Петра Великого 1 степени (2004 г.)
- Орден Ю. В. Андропова (2004 г.)
- Почетный общественный «Лидер Российской экономики»
- Медаль Европейской общественной комиссии «За полезные обществу труды»
- Лауреат Национальной Экологической Премии «Экомир», Национальной премии «Серебряный лучник», Национальной премии имени Петра Великого, Национальной аграрной премии имени П. А. Столыпина «Аграрная элита России»
- Памятник в центре Ставрополя, на проспекте Октябрьской революции, с надписью на постаменте «Первый всенародно избранный губернатор Ставропольского края», который в марте 2007 г. был демонтирован по решению Ставропольской городской Думы, посчитавшей его заслуги недостаточными.
- В феврале 2007 г. лишён звания Почетного гражданина города Ставрополя.